# Euceros ribesii
Euceros ribesii är en stekelart som beskrevs av Barron 1976. Euceros ribesii ingår i släktet Euceros och familjen brokparasitsteklar. Inga underarter finns listade i Catalogue of Life.